# São Bartolomeu dos Galegos e Moledo
São Bartolomeu dos Galegos e Moledo (oficialmente: União das Freguesias de São Bartolomeu dos Galegos e Moledo) é uma freguesia portuguesa do município da Lourinhã, com 20,1 km² de área e 1506 habitantes (censo de 2021). A sua densidade populacional é 74,9 hab./km².

## História
Foi constituída em 2013, no âmbito de uma reforma administrativa nacional, pela agregação das antigas freguesias de São Bartolomeu dos Galegos e Moledo. A sede da nova freguesia situa-se em São Bartolomeu dos Galegos, a mais povoada das duas freguesias que estiveram na sua origem.

## Demografia
A população registada nos censos foi:
| Distribuição da População por Grupos Etários | Distribuição da População por Grupos Etários | Distribuição da População por Grupos Etários | Distribuição da População por Grupos Etários | Distribuição da População por Grupos Etários | Distribuição da População por Grupos Etários |
| -------------------------------------------- | -------------------------------------------- | -------------------------------------------- | -------------------------------------------- | -------------------------------------------- | -------------------------------------------- |
| Antes da agregação                           |                                              |                                              |                                              |                                              |                                              |
| Ano                                          | 0-14 anos                                    | 15-24 anos                                   | 25-64 anos                                   | >= 65 anos                                   | Total                                        |
| 2001                                         | 218                                          | 202                                          | 737                                          | 309                                          | 1466                                         |
| 2011                                         | 206                                          | 158                                          | 792                                          | 327                                          | 1483                                         |
| Após a agregação                             |                                              |                                              |                                              |                                              |                                              |
| Ano                                          | 0-14 anos                                    | 15-24 anos                                   | 25-64 anos                                   | >= 65 anos                                   | Total                                        |
| 2021                                         | 194                                          | 143                                          | 765                                          | 404                                          | 1506                                         |